# 가야 (인도)
가야(힌디어: गया)는 인도 비하르 주의 주도 파트나에서 남쪽으로 100km 지점에 위치한 도시이다.
팔구강의 제방에 위치하여 힌두교와 불교의 성지이고, 삼면이 작은 돌투성이 언덕(망갈라-가우리, 슈링가스탄, 람실라 와 브라흐마요니)으로 둘러싸여 있으며 서쪽에는 강이 흐른다. 도시에는 자연 환경과 오래된 건물, 좁은 길들이 섞여 있다.
가야는 고대 마가다의 일부였다. 문헌에 의한 가야 역사는 고타마 싯다르타의 탄생 시까지 거슬러 올라간다. 가야에서 15km 떨어진 보디 가야는 붓다가 개화된 곳이다. 그 후 가야 근처의 도시들(라즈기르, 날란다, 바이샬리, 파탈리푸트라)은 고대 세계의 지식의 성이 되었다.
이들 지식의 중심은 마우리아 제국과 같은 왕조 아래에서 번영하였다. 이 기간에 가야는 마가다에 속하였다.

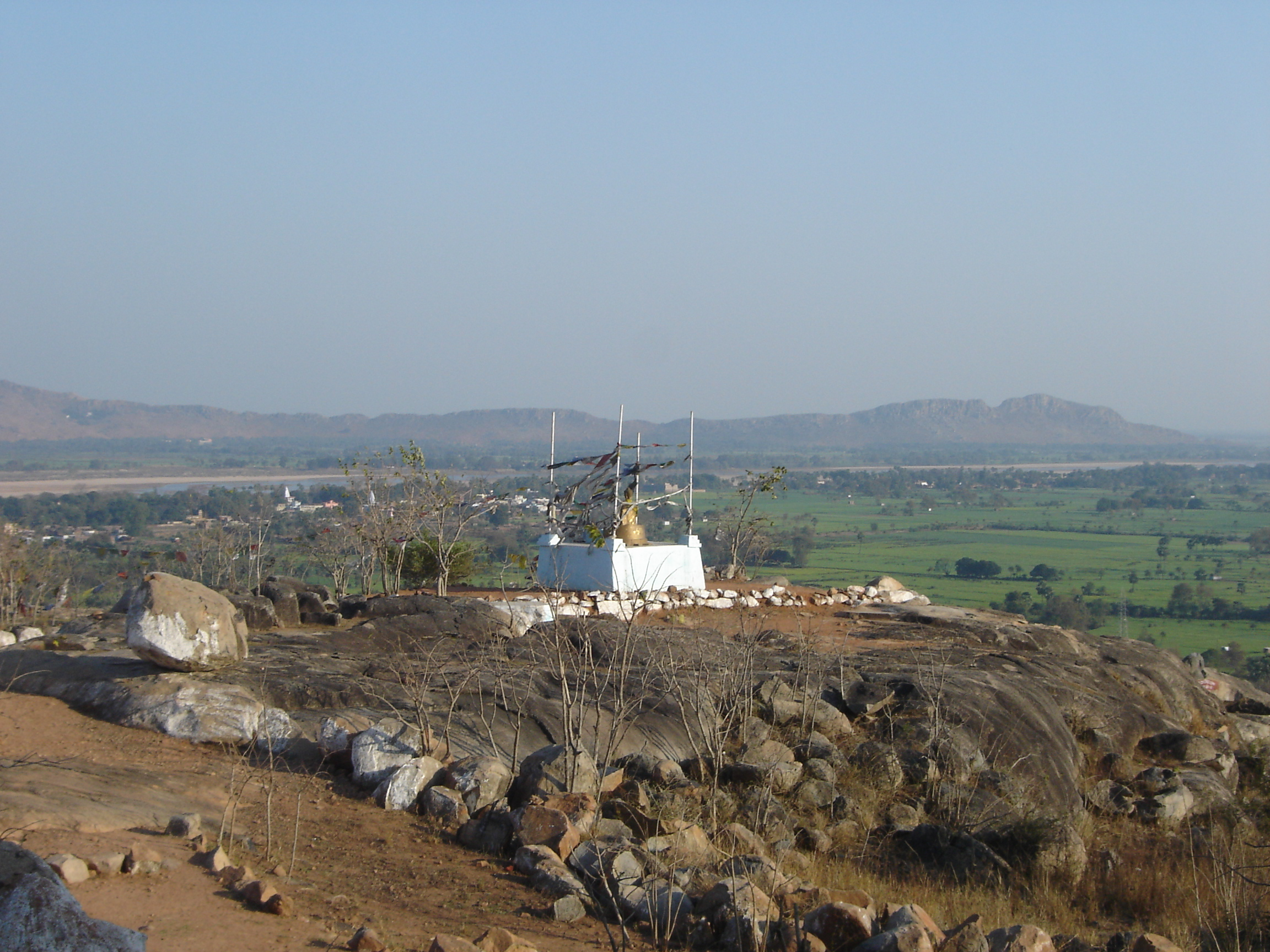
가야시사 또는 브라흐마요니 언덕, 붓다가 그곳에서 불 수타를 가르쳤다.
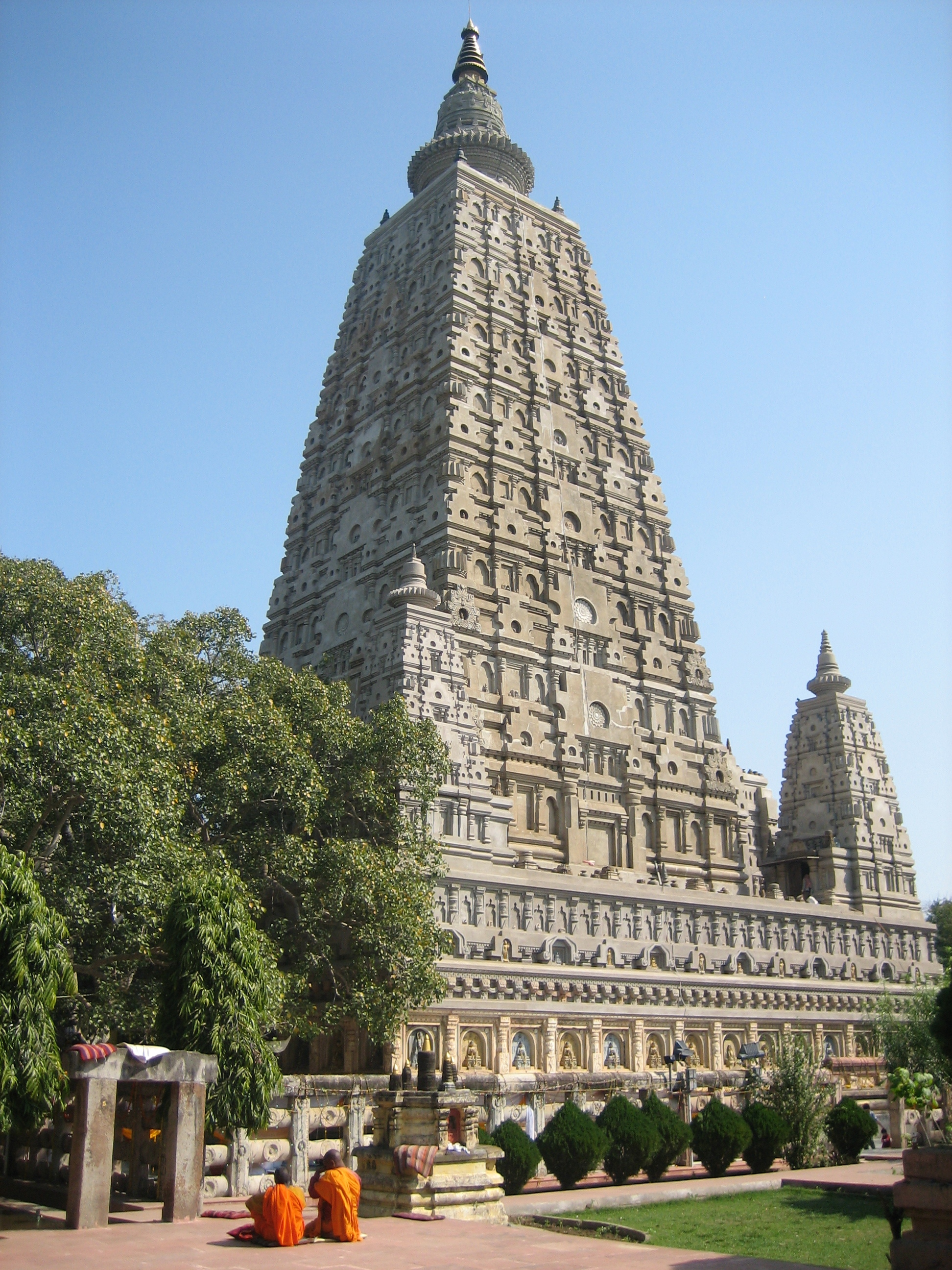
마하보디 사, 보드 가야. 고타마 붓다가 보디(조명)을 얻었다.

## 기후
| Gaya, India의 기후       | Gaya, India의 기후 | Gaya, India의 기후 | Gaya, India의 기후 | Gaya, India의 기후 | Gaya, India의 기후 | Gaya, India의 기후 | Gaya, India의 기후 | Gaya, India의 기후 | Gaya, India의 기후 | Gaya, India의 기후 | Gaya, India의 기후 | Gaya, India의 기후 | Gaya, India의 기후 |
| 월                       | 1월                | 2월                | 3월                | 4월                | 5월                | 6월                | 7월                | 8월                | 9월                | 10월               | 11월               | 12월               | 연간               |
| ------------------------ | ------------------ | ------------------ | ------------------ | ------------------ | ------------------ | ------------------ | ------------------ | ------------------ | ------------------ | ------------------ | ------------------ | ------------------ | ------------------ |
| 일평균 최고 기온 °C (°F) | 24 (75)            | 27 (80)            | 33 (92)            | 39 (102)           | 41 (105)           | 38 (101)           | 33 (92)            | 32 (90)            | 33 (91)            | 32 (89)            | 29 (84)            | 27 (80)            | 32 (90)            |
| 일평균 최저 기온 °C (°F) | 10 (50)            | 13 (55)            | 18 (64)            | 23 (74)            | 27 (80)            | 28 (82)            | 26 (79)            | 26 (78)            | 25 (77)            | 22 (71)            | 14 (58)            | 12 (53)            | 20 (68)            |
| 평균 강수량 mm (인치)    | 20 (0.8)           | 20 (0.8)           | 13 (0.5)           | 7.6 (0.3)          | 20 (0.8)           | 140 (5.4)          | 310 (12.4)         | 330 (12.9)         | 210 (8.1)          | 53 (2.1)           | 10 (0.4)           | 2.5 (0.1)          | 1,130 (44.5)       |
| 출처: Weatherbase        |                    |                    |                    |                    |                    |                    |                    |                    |                    |                    |                    |                    |                    |